# Teseo
Teseo (in greco antico: Θησεύς?, Thēseus; in latino Thèseus) è un personaggio della mitologia greca e decimo mitologico re di Atene, figlio di Etra, Egeo e Poseidone, con cui Etra aveva giaciuto la stessa notte in cui era andata a letto con il re di Atene. Il suo nome ha la stessa radice di thesis e tithenai, come Teti (in greco antico: Τηθύς?, Tēthýs), la Dea Creatrice la quale racconta Omero, si unì con Oceano per generare tutti gli Dei

## Mitologia
Teseo fu un eroe civilizzatore, come Perseo, Cadmo ed Eracle. Teseo fu l'eroe dei Dori e degli Ioni, e venne considerato dagli Ateniesi come il loro grande riformatore, padre della patria e garante della democrazia cittadina.
Il suo nome condivide la radice con la parola "thesmos" (θεσμός), il termine greco che sta per istituzione. Fu l'artefice del sinecismo (synoikismos, abitare insieme) – l'unificazione politica dell'Attica rappresentata dai suoi viaggi e dalle sue fatiche – sotto la guida di Atene. Una volta riconosciuto come Re unificatore, Teseo fece costruire sull'Acropoli un palazzo simile a quello di Micene. Pausania narra che, in seguito al sinecismo, Teseo istituì il culto di Afrodite Pandemos (Afrodite di tutto il popolo) e di Peito, che si celebrava sul lato meridionale dell'Acropoli. Diverse feste ateniesi erano legate a Teseo: le Panatenee, le Oscoforie (in greco antico: ὀσχοφόρια), le Tesee, le Ecalesie, le Metagitnie, le Sinecie.
Nella sua opera Le rane, Aristofane lo indica come l'inventore di molte delle più note tradizioni ateniesi. Se la teoria che sostiene l'antica presenza di un dominio minoico sull'area Egea è corretta, allora la figura di Teseo potrebbe essere stata ispirata dalle vicende dovute alla liberazione da questa presenza straniera, piuttosto che da un singolo condottiero realmente esistito.

### La nascita e il viaggio verso Atene di Teseo

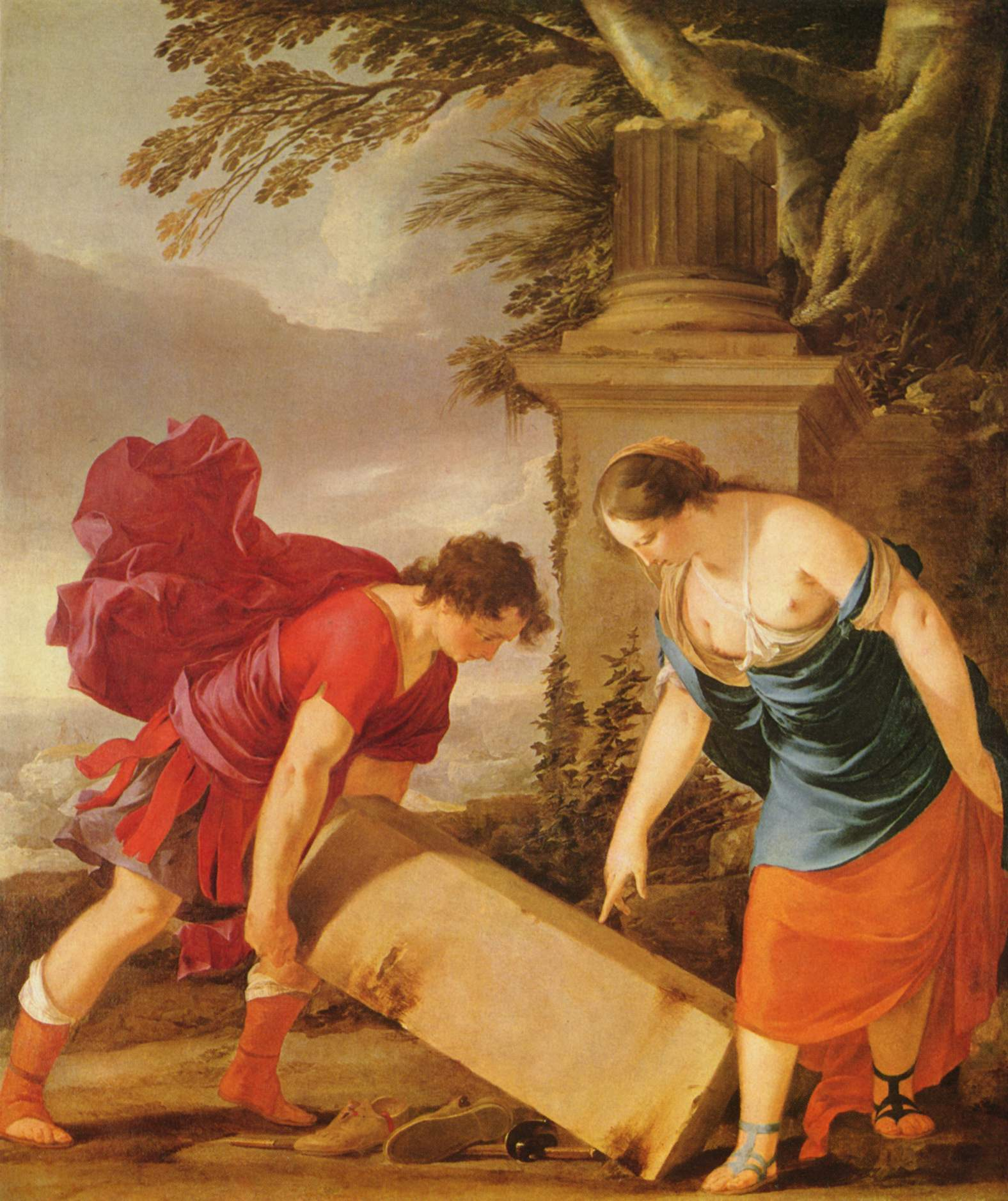
Teseo ed Etra, opera di Laurent de La Hyre

Egeo, uno degli antichi re di Atene, scelse come moglie Etra, figlia di Pitteo, re di Trezene, una piccola cittadina che si trova a sud-ovest di Atene, e lì furono celebrate le nozze. Nella loro prima notte di nozze, Etra giacque col marito, camminò poi sulle acque del mare e raggiunse l'isola Sferia, dove giacque con Poseidone, il dio del mare e dei terremoti. Teseo aveva quindi due padri e una madre. Secondo un'altra versione della leggenda, Teseo è figlio di Egeo ed Etra soltanto. Il re, poiché ubriacato dal padre di Etra, si unì con la donna sull'isola di Samo, in Asia Minore. Questa versione del mito sembra testimoniare l'origine orientale dell'eroe e dei riti a lui dedicati (le Tesee).
Dopo che Etra fu rimasta incinta, Egeo decise di tornare ad Atene ma, prima di partire, seppellì un suo sandalo e la sua spada sotto un'enorme roccia dicendole che, quando loro figlio fosse cresciuto, avrebbe dovuto spostare la roccia con le sue forze e prendersi le armi per dimostrare la sua discendenza reale. Ad Atene, Egeo si unì a Medea, che era fuggita da Corinto dopo aver ucciso i figli che aveva avuto da Giasone: lì dunque la sacerdotessa e il re rappresentavano lo strapotere e il vecchio ordinamento sociale.
Teseo crebbe così nel paese materno. Una volta cresciuto e diventato un giovane forte e coraggioso, spostò la roccia e recuperò le armi del padre. Etra allora gli disse la verità sull'identità di suo padre, e gli spiegò che avrebbe dovuto riportare le armi a corte e reclamare i suoi diritti di nascita. Per recarsi ad Atene, Teseo poteva scegliere tra due opzioni: via mare (il modo più sicuro) o via terra lungo un pericoloso sentiero che costeggiava il golfo Saronico. Su questa strada si apriva una serie di sei entrate al mondo dei morti, ciascuna delle quali era sorvegliata da un demone ctonio che aveva assunto la forma di un ladro o di un bandito. Teseo, giovane coraggioso e ambizioso, decise di seguire questa via.
Presso la città di Epidauro, sacra ad Apollo ed Esculapio, Teseo affrontò il bandito Perifete che era solito uccidere i viandanti con una grossa clava ricoperta di bronzo. Teseo riuscì a strappare la clava dalle mani di Perifete e la usò per colpirlo a morte. Decise poi di tenersi la clava, arma che lo caratterizza quando viene ritratto nelle decorazioni su vaso.. Teseo ripercorre passo passo i rituali compiuti da Eracle, il quale si ricavò la clava da un oleastro, pianta che in Grecia rappresentava l'inizio dell'anno nuovo. Perifete era zoppo come Dedalo, Talo ed Efesto, che erano fabbri, e la sua clava era di bronzo

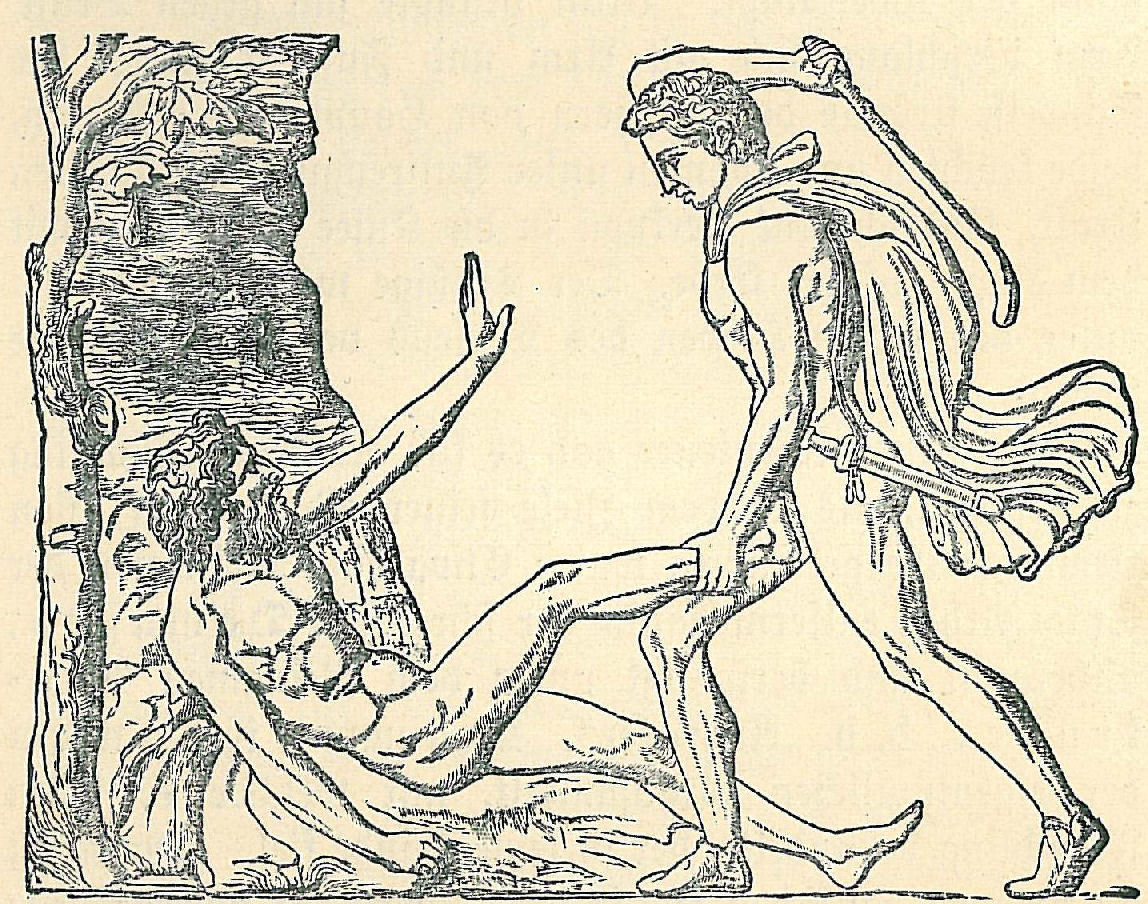
Teseo uccide il brigante Scirone - Disegno di J. C. Andrä

All'imboccatura dell'istmo di Corinto viveva un ladrone di nome Sini che legava i piedi delle sue vittime alle cime di due alberi di pino che aveva piegato fino a terra e fissato. Lasciava quindi tornare gli alberi alla loro posizione originale e i poveretti finivano squartati. Teseo lo sconfisse e sottopose lui stesso al suo trattamento prediletto. Quindi giacque con la figlia del brigante, che si chiamava Perigune generando così Melanippo.
Appena a nord dell'istmo, in un paese chiamato Crommione, uccise un enorme e feroce maiale, la scrofa di Crommione, che secondo altre versioni della leggenda si chiamava Fea. Un'altra versione ancora dice che non si trattava di un animale, ma di una brigantessa chiamata scrofa a causa delle sue deplorevoli abitudini.
Vicino a Megara un vecchio brigante di nome Scirone costringeva i viaggiatori a lavargli i piedi su una scogliera. Mentre erano chinati, con un calcio li buttava giù dalla scogliera, dove venivano immediatamente divorati da un mostro marino (secondo alcune versioni da una testuggine gigante). Teseo gli rese pan per focaccia gettando il brigante giù dalla scogliera.
Incontrò poi Cercione, il re di Eleusi, che aveva l'abitudine di sfidare i passanti a un incontro di lotta con lui e, dopo averli battuti, di ucciderli. Teseo sconfisse Cercione nella lotta e lo uccise.
L'ultimo bandito che l'eroe affrontò fu Procuste il quale, ai viaggiatori incrociati sulla piana di Eleusi, offriva per riposare il suo letto. Quando si stendevano, li legava e provvedeva ad "adattarli" al letto o stirando loro le membra con delle carrucole o mozzando loro i piedi e le gambe. Naturalmente Teseo riservò al furfante la stessa procedura che quest'ultimo applicava alle sue vittime.
Queste prove che Teseo incontra richiamano la cerimonia dell'espulsione del sacro pharmakos dalla Roccia Bianca, ritualizzata nel lancio dei pharmakoi, bamboline bianche, chiamate argivi, che venivano gettate in acqua in primavera per i riti di purificazione dei tempi.

### Medea e il Toro di Maratona
Quando arrivò ad Atene, Teseo non rivelò subito la propria identità. Medea però lo riconobbe subito come figlio di Egeo e temette che potesse sostituire suo figlio Medo nella successione al trono; tentò così di provocare la morte di Teseo chiedendogli di catturare il Toro di Maratona, uno dei simboli del dominio cretese.
Lungo la strada che portava a Maratona Teseo si riparò da una tempesta nella capanna di una vecchia di nome Ecale che giurò di fare un sacrificio in onore di Zeus se l'eroe fosse riuscito nella sua impresa. Teseo catturò infine il toro ma, tornato alla capanna di Ecale, la trovò morta. In suo onore allora decise di dare il suo nome a una delle zone dell'Attica, rendendo i suoi abitanti in un certo senso figli adottivi dell'anziana.
Quando tornò trionfante ad Atene ed ebbe sacrificato il toro agli dei, Medea tentò di avvelenarlo, ma all'ultimo momento Egeo lo riconobbe dai sandali e dalla spada e strappò la coppa di vino avvelenato dalle sue mani. Padre e figlio furono così finalmente riuniti.

### Il Minotauro
Il Re di Creta Minosse aveva vinto la guerra contro Atene. Ordinò allora che ogni nove anni (secondo alcune versioni ogni anno) sette fanciulli e sette fanciulle ateniesi venissero inviati a Creta per essere divorati dal Minotauro. Quando venne il momento di effettuare la terza spedizione sacrificale, Teseo si offrì subito volontario per andare a uccidere il mostro. Promise al padre Egeo che, in caso di successo, al suo ritorno avrebbe issato sulla nave delle vele bianche. Quando arrivò a Creta, Arianna, la figlia di Minosse, si innamorò di lui e lo aiutò a ritrovare la via d'uscita dal labirinto dandogli una matassa di filo che, srotolata, gli avrebbe permesso di seguire a ritroso le proprie tracce e una spada avvelenata. Trovato il Minotauro, Teseo lo uccise e guidò gli altri ragazzi ateniesi fuori dal labirinto. Teseo portò Arianna via da Creta con sé, ma poi l'abbandonò sull'isola di Nasso e la ragazza, quando si accorse di ciò che era successo, lo maledisse e pianse talmente tanto che Dioniso per confortarla le donò una corona d'oro, che venne poi mutata dal dio in una costellazione splendente alla sua morte; è la moderna costellazione della Corona Boreale.
Al suo ritorno, Teseo e il nocchiero della nave si dimenticarono di cambiare le vele nere con quelle bianche come promesso al padre Egeo: egli, credendo il figlio morto, si uccise lanciandosi dal promontorio di Capo Sunio nel mare che da allora porta il suo nome. Morto il padre, Teseo viene proclamato re di Atene.

### Piritoo

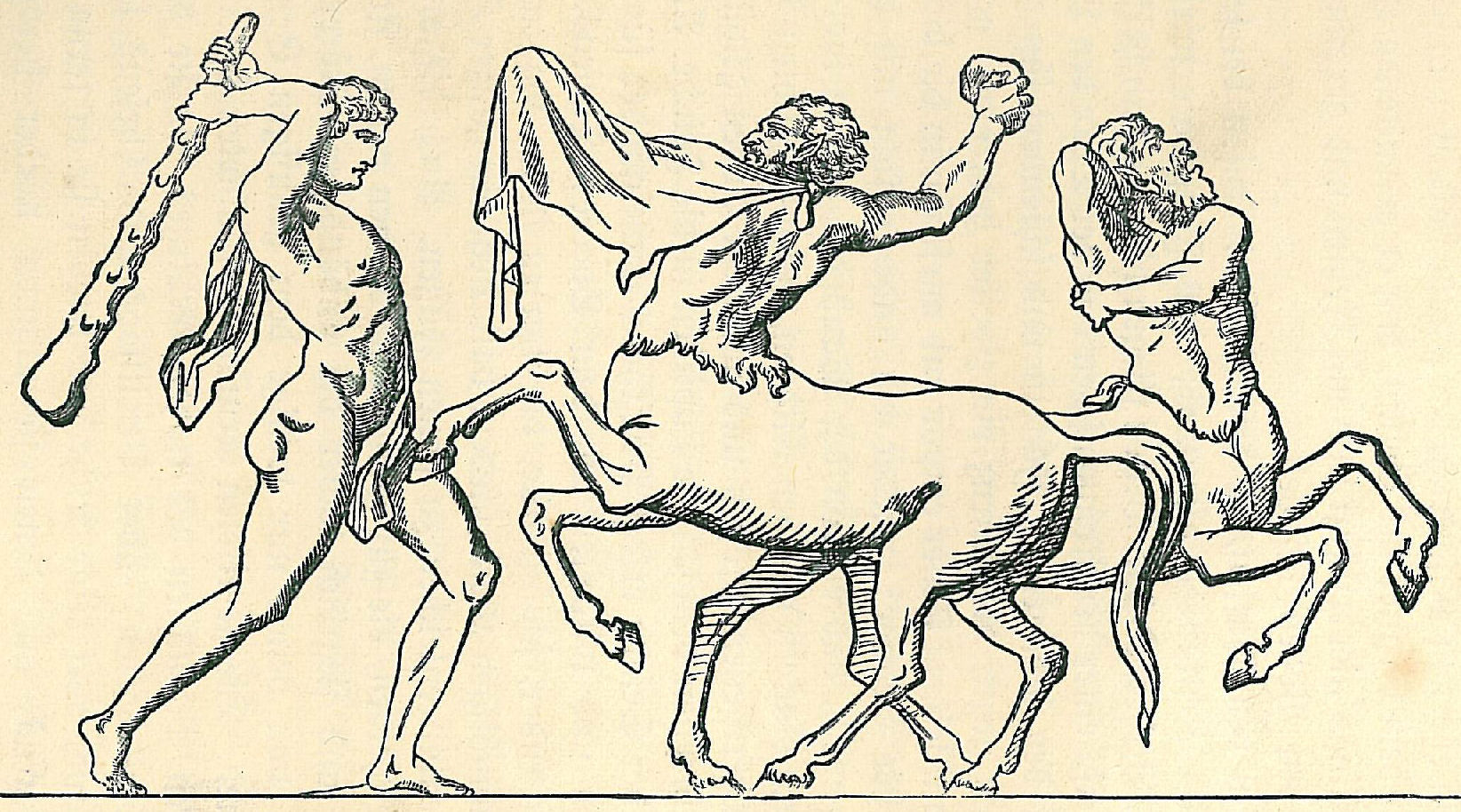
Teseo combatte contro i centauri al matrimonio di Piritoo - Disegno di J. C. Andrä

Il migliore amico di Teseo era Piritoo, principe dei Lapiti. In principio Piritoo aveva sentito raccontare del suo coraggio e del suo valore in combattimento, ma volle verificarlo di persona, così rubò le mandrie di bestiame dell'eroe, portandole via da Maratona: Teseo si mise allora a cercarle. Piritoo lo affrontò armi alla mano pronto a combattere, ma i due rimasero così ben impressionati l'uno dell'altro che anziché combattere si giurarono eterna amicizia e, insieme, parteciparono alla caccia al Cinghiale calidonio.
Nel primo libro dell'Iliade Nestore cita Teseo e Piritoo tra gli eroi più illustri della generazione di eroi che aveva conosciuto in gioventù «gli uomini più forti che la terra abbia mai nutrito, gli uomini più forti che andarono contro i più forti dei nemici, una tribù di selvaggi abitatori delle montagne che essi distrussero completamente». Di questa tradizione leggendaria orale citata da Omero, nell'epica letteraria non è sopravvissuto nulla.

### Fedra e Ippolito

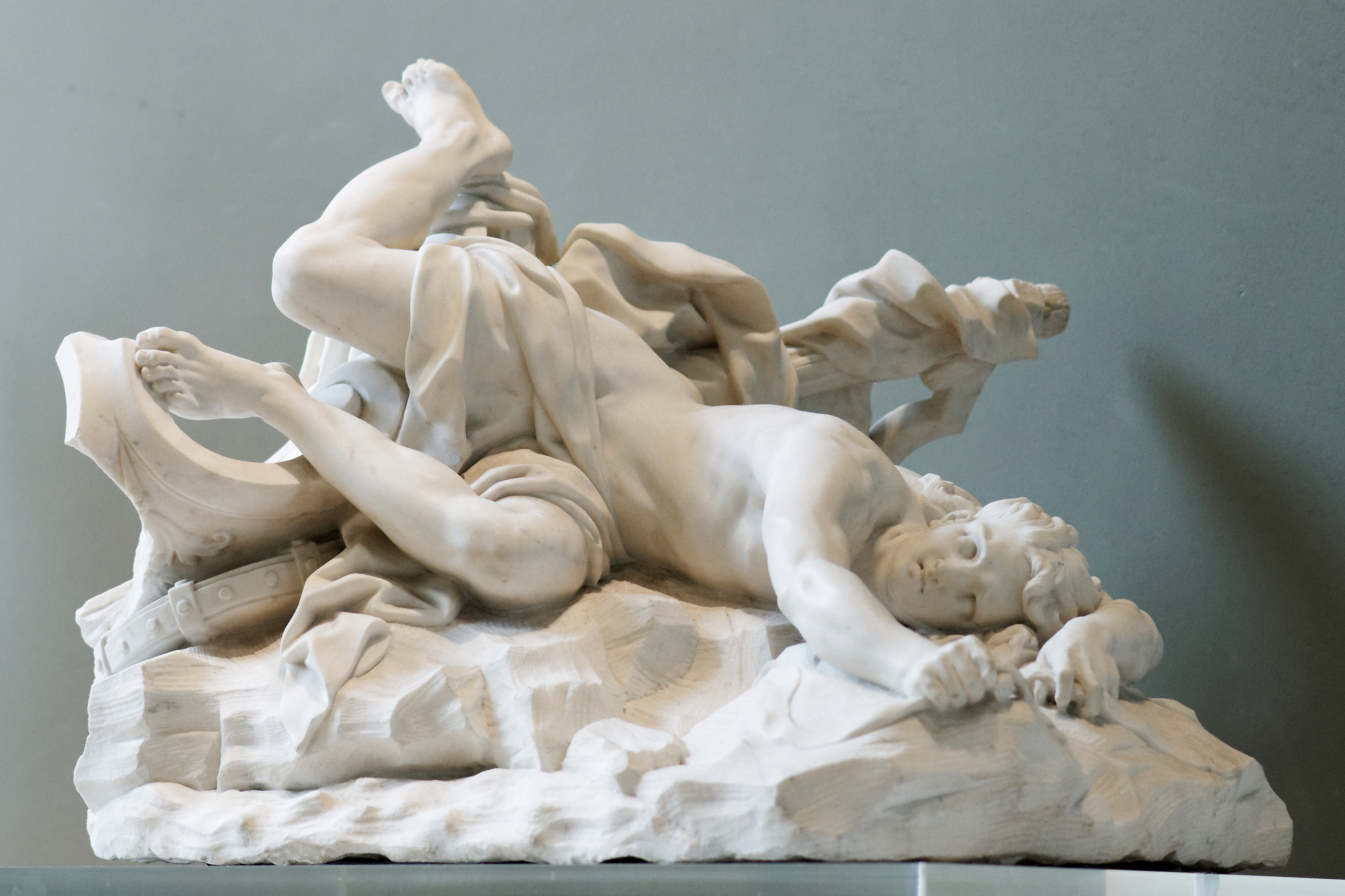
La morte di Ippolito - Marmo - Jean-Baptiste Lemoyne - 1715 - Museo del Louvre Parigi

Fedra, la prima moglie di Teseo, gli diede due figli, Demofonte e Acamante. Mentre questi erano ancora bambini, Fedra si innamorò di Ippolito, il figlio che Teseo aveva avuto in precedenza da Ippolita. Alcune versioni della leggenda, Ippolito aveva preferito diventare devoto ad Artemide piuttosto che ad Afrodite, così la dea della bellezza aveva deciso di punirlo suscitando l'amore di Fedra verso di lui. Ippolito però respinse la donna per mantenere il voto di castità fatto ad Artemide. Secondo la versione della leggenda fornita da Euripide è la nutrice di Fedra a rivelargli la passione per lui della sua padrona, e Ippolito le giura che non dirà a nessuno che è stata lei a farglielo sapere. Fedra allora decide di impiccarsi, ma prima manda un messaggio a Teseo sostenendo di averlo fatto perché Ippolito l'ha stuprata.
Teseo le crede e rivolge contro il figlio una maledizione che Poseidone (il suo vero padre) aveva consentito di realizzare contro tutti i suoi nemici. A causa della sua maledizione un mostro marino terrorizza i cavalli che trainano il carro di Ippolito e questi, imbizzarriti, travolgono il giovane uccidendolo. Artemide rivela a Teseo la verità e promette di vendicare il suo leale e devoto Ippolito comportandosi allo stesso modo nei confronti di un fedele di Afrodite. Secondo un'altra versione della leggenda Fedra dice a Teseo che Ippolito l'ha stuprata e l'eroe uccide il figlio con le sue mani: la donna poi si toglie la vita vinta dal rimorso.
Grazie a questa leggenda si sviluppò anche un culto di Ippolito, associato a quello di Afrodite: le ragazze in procinto di sposarsi gli offrivano ciocche dei loro capelli. I seguaci del culto credevano che Asclepio avesse fatto risorgere Ippolito, che dopo aver assunto il nome di Virbio era andato a vivere in una foresta sacra nei pressi di Ariccia nel Lazio.

### La morte di Teseo e altre leggende
Secondo alcune fonti, Teseo partecipò alla spedizione degli Argonauti, anche se Apollonio Rodio nelle Argonautiche sostiene invece che all'epoca della spedizione Teseo si trovava ancora nel mondo dei morti. Insieme a Fedra, Teseo generò Acamante, che fu uno dei guerrieri greci che durante la guerra di Troia si nascosero all'interno del cavallo di legno.
Si dice che Teseo venne ucciso dal re di Sciro, Licomede, che lo gettò con un tranello da una scogliera della sua isola, accordatosi con Menesteo che aveva usurpato il trono di Atene durante l'assenza dell'eroe.
Secondo Virgilio, a Teseo dopo la morte fu imposta nuovamente, e questa volta per sempre, la punizione che egli già aveva dovuto subire quando con Piritoo era sceso da vivo nell'Ade per rapire Persefone.

## Nella cultura di massa
- Pur non apparendo direttamente, Teseo viene citato più volte nella Divina Commedia di Dante. I passi in questione sono tre: nel nono canto dell'Inferno le Erinni ricordano il suo tentativo di rapire Proserpina e affermano che, se lo avessero ucciso, avrebbero scoraggiato altri viventi ad avventurarsi nel regno dei morti; nel dodicesimo si allude alla sua vittoria contro il Minotauro (il mostro infatti attacca Dante e Virgilio in quanto crede che uno di loro sia Teseo); infine nel XXIV Canto del Purgatorio viene ricordato come l'eroe che combatté contro i Centauri.

## Altre informazioni
Annotazioni
. 0 Teseo venne ucciso dal Re di Sciro che lo gettò da una scogliera della sua isola
1. ↑  La pronuncia parossitona Tesèo, alla greca, è oggi quella più comune;[1] in alternativa, è possibile l'accentazione sdrucciola Tèseo, alla latina.[2]
2. ↑  L'egemonia culturale della civiltà Minoica è dimostrata dall'estrema diffusione dei suoi manufatti ceramici, ma l'esistenza anche di un'egemonia politica non è altrettanto chiara.
3. ↑  Secondo un'interpretazione della vicenda che segue le teorie formulate ne Il ramo d'oro di Frazer, Cercione era un "re per un anno", che per il bene del regno ogni anno doveva sostenere un combattimento mortale il cui vincitore lo avrebbe sostituito nel ruolo. Teseo avrebbe abbattuto questo arcaico rito rifiutando di sottoporsi al sacrificio.

Fonti
1. ↑   Luciano Canepari, Teseo, in Il DiPI: dizionario di pronuncia italiana, Bologna, Zanichelli, 1999, ISBN 88-08-09344-1.
2. ↑  
 Bruno Migliorini et al., Scheda sul lemma "Teseo", in Dizionario d'ortografia e di pronunzia, Rai Eri, 2010, ISBN 978-88-397-1478-7.
3. ↑  Graves, 11,2.
4. ↑  Iliade, XIV 201.
5. ↑  Graves, 95,3.
6. 1 2  Graves, I sandali e la spada sono antichi simboli di regalità; e il cavar la spada da una roccia pare facesse parte dei riti della incoronazione nell'età del bronzo 95 5.
7. ↑  Graves, 120 5.
8. ↑  Graves, 96 1.
9. ↑  Pausania, II 1 4.
10. ↑  Plutarco, 8
11. ↑  Strabone VIII,6-22
12. ↑  Borgo in territorio Corinto appartenente a Megara[12]
13. ↑  Tucidide IV,45
14. ↑  distante 120 stadi da Corinto[14]
15. 1 2  Apollodoro, I 2-3.
16. ↑  Plutarco, 11; 29.
17. ↑  Apollodoro, I 4.
18. ↑  Plutarco, 11.
19. ↑  Graves, 96 3.
20. ↑  Plutarco, Vita di Teseo. 15-19; Diodoro Siculo I 16. IV 61; Pseudo-Apollodoro Biblioteca III 1,15
21. ↑   Zaira Esposito, Lorena Belli e Sofia Toniolo, Amyloid β, Glutamate, Excitotoxicity in Alzheimer's Disease: Are We on the Right Track?, in CNS Neuroscience & Therapeutics, vol. 19, n. 8, 18 aprile 2013,  pp. 549-555, DOI:10.1111/cns.12095. URL consultato il 14 gennaio 2025.